# أكاديميات خدمة الولايات المتحدة
أكاديميات خدمة الولايات المتحدة ، المعروفة أيضًا بالأكاديميات العسكرية للولايات المتحدة ، وهي أكاديميات فيدرالية للتعليم الجامعي وتدريب الضباط للقوات المسلحة الأمريكية.

## أنواع الأكاديميات
توجد خمس أكاديميات خدمة أمريكية:
- تأسست أكاديمية الولايات المتحدة العسكرية وتختصر إلى (USMA) في منطقة ويست بوينت، بولاية نيويورك عام 1802
- تأسست أكاديمية الولايات المتحدة البحرية وتختصر إلى (USNA) في منطقة أنابوليس بولاية ماريلاند عام 1845
- تأسست أكاديمية الولايات المتحدة للسلاح الجوي وتختصر إلى (USAFA) في منطقة كولورادو سبرينغز، بولاية كولورادو عام 1954
- تأسست أكاديمية الولايات المتحدة لخفر السواحل وتختصر إلى (USCGA) في منطقة نيو لندن، بولاية كونيتيكت عام 1876
- تأسست أكاديمية الولايات المتحدة البحرية للمشاة وتختصر إلى (USMMA) في منطقة كينجز بوينت، بولاية نيويورك عام 1943

## طبيعتها
يمكن الإشارة بمصطلح أكادميات الخدمة إلى جميع الأكاديميات بالمجمل ومع ذلك فإن الاستخدام الرائج لهذا المصطلح في أحيان كثيرة لأكاديميات أربع فروع في العسكرية: وهي تلك التابعة لقوات الجيش والقوات البحرية والقوات الجوية (التي تتبع وزارة الدفاع)؛ وقوات خفر السواحل (التي تتبع وزارة الأمن الداخلي) هذه هي الأكاديميات الأربع الوحيدة التي يباشر طلابها في الخدمة الفعلية في القوات المسلحة للولايات المتحدة منذ إنضمامهم للأكاديمية برتبة ضابط طالب أو ضابط صف بحري، ويخضعون لقانون القضاء العسكري الموحد غير أن الطلاب في هذه الأكاديميات لا يمكنهم حساب وقت الخدمة الفعلية هذا مقابل أجر بدلات الخدمة العسكرية الفعلية وبدل التقاعد ولا يمكنهم أيضًا المطالبة بوقت سنوات الخدمة عند التقاعد وفي حالة الأكاديمية البحرية للمشاة يسمح لضباط الصف اختيار المباشرة بمهمة فعلية أو استلام المهام الاحتياطية من أي فرع من الخدمات النظامية بما في ذلك الإدارة الوطنية للمحيطات والغلاف الجوي (NOAA) هيئة الصحة العامة للولايات المتحدة ويتم تكليف معظمهم في احتياطي البحرية قوة ضابط الختم الاستراتيجية.
في لغة كرة القدم الأمريكية الجامعية غالبًا ما ينسب مصطلح «أكاديميات الخدمة» على وجه التحديد إلى أكاديميات قوات الجيش والقوات البحرية والقوات الجوية وهي الأكاديميات الثلاث التي تتنافس في الدرجة الأولى من كرة القدم وتسمى الرابطة الوطنية لرياضة الجامعات وتختصر إلى NCAA Division I FBS . تتنافس الأكاديميات الثلاث سنويًا على كأس القائد العام ويتنافس كل من أكاديمية خفر السواحل والأكاديمية البحرية للمشاة على مستوى الدرجة الثالثة من NCAA ويلعبون ضد بعضهم البعض سنويًا للفوز بكأس السكرتارية (كان يلعب كأس السكرتارية سابقًا إذا كانت الأكاديميتان تمثلان وزارة النقل).
تعتبر قوات خفر السواحل للولايات المتحدة، وأكاديماية خفر السواحل جزءًا من القوات المسلحة للولايات المتحدة ولو كانت تتبع لوزارة الأمن الداخلي، في وقت الحرب يمكن وضعها تحت وزارة البحرية.

### ترشيحات الكونجرس
يجب على المتقدمين في جميع الأكاديميات، بإستثناء أكاديمية خفر السواحل الحصول على ترشيح للإلتحاق بالمدارس ويمكن إجراء الترشيحات من قبل نواب الكونغرس وأعضاء مجلس الشيوخ ونائب الرئيس والرئيس ويتنافس المتقدمون على أكاديمية خفر السواحل في منافسة مباشرة على مستوى الدولة لا تشمل حصص حسب الولاية.

### القبول
تعد عملية القبول في أكاديميات خدمة الولايات المتحدة عملية واسعة النطاق وتنافسية للغاية تت فالأكاديمية العسكرية الأمريكية في منطقة ويست بوينت بولاية نيويورك والأكاديمية البحرية الأمريكية في منطقة أنابوليس بولاية ميرلاند وأكاديمية القوات الجوية الأمريكية في منطقة كولورادو سبرنغز بولاية كولورادو تطلب من المتقدم تقديم ملف عبر الإنترنت ثم تتقدم عبر مؤهلات المرشحين المسبقة قبل تقديم الطلب. كما تطلب أكاديمية مشاة البحرية الأمريكية الواقعة في منطقة كنجز بوينت بولاية نيويورك من المتقدم بالطلب تقديم الجزء الأول من الطلب المكون من ثلاثة أجزاء قبل تلقي الترشيح. تتلقى كل هذه المدارس عملية تقديم تنافسية للغاية وتم تصنيفها من قبل أكبر الصحف في أمريكا مثل صحيفة U.S News & World Report ومجلة Forbes.com على أنها من صفوة الجامعات والكليات وأكثرها إنتقاءً على مستوى الدولة ويتراوح معدل القبول بين ثمانية إلى سبعة عشر في المائة لكل مدرسة.

### التسمية
يعد الطلاب في أكاديمية الولايات المتحدة العسكرية وو أكاديمية الولايات المتحدة للسلاح الجوي، وأكاديمية الولايات المتحدة لخفر السواحل في الولايات المتحدة تلامذة عسكريين أما الطلاب في أكاديمية الولايات المتحدة البحرية وأكاديمية الولايات المتحدة للمشاة البحرية يعدون ضباط الصف البحرية ويتلقى جميع التلامذة العسكريين وضباط صف البحرية أجرًا خاضع للضريبة بمعدل خمسة وثلاثون في المائة 35% من قيمة الأجر في السنتين الأولى من الخدمة (والتي يدفع من خلالها ثمن الكتب والزي الرسمي)، ويتحصلون على غرفة وإقامة مجانية وعدم دفع أي رسوم دراسية أو غرامات بإستثناء ضباط صف المشاة البحرية الذين يتقاضون أجرًا خاضعًا للضريبة بمبلغ 1006.80 دولارًا أمريكيًا شهريًا فقط خلال الأيام المطلوبة التي تزيد عن 300 يوم في البحر أثناء دراستهم التي تستمر لمدة 4 سنوات.

### التزامات الواجب
عند الحصول على شهادة درجة البكالوريوس في العلوم والتخرج، يصبحون الطلاب السابقون ملازم ثاني أو ملازم (بحرية) ويجب أن يخدمو الحد الأدنى من مدة الخدمة، وغالبًا ما تكون هذه المدة خمس سنوات بالإضافة إلى ثلاث سنوات في الاحتياطيات وهي مكونات الإحتياطي لقوات الولايات المتحدة المسلحة إذا فإذا كان إختيار الطالب لمهنته يتطلب تدريبًا مكثفًا الطالب بشكل خاص (مثل الطيران العسكري أو العمليات الخاصة)، فقد يكون الالتزام بالخدمة أطول.
و فيما يتعلق بالأكاديمية البحرية للمشاة يسدد ضباط صف البحرية إلتزاماتهم بالخدمة من خلال مجموعة متنوعة من الطرق لمسارهم الوظيفي المختار. ف في المتوسط سيبحر ثلث كلاب الصف المتخرج من كل عام بشكل عشوائي برخصة خفر السواحل الخاصة كزميل ثالث غير محدود أو مساعد مهندس ثالث في قوات الولايات المتحدة البحرية للمشاة ويذهب الثلث الآخر إلى العمل في الصناعة البحرية المدنية على الساحل، والثلث المتبقي سيدخل الخدمة العسكرية العاملة.
ع غالبًا ما يحتمل ضابط الصف البحري للمشاة الذي يدخل الخدمة العسكرية الفعلية إلتزامًا فعليًا أشبه بإلتزام التلامذة العسكريين وضباط صف البحرية المقدمين على الخدمات العسكرية من الأكاديميات الخاصة بهم (على سبيل المثال، تنطبق جميع الإلتزامات بضابط صف البحرية للمشاة المقدم على فيلق البحرية على ضباط صف البحرية المقدم على فيلق البحرية).
غالبًا ما يتحمل ضباط صف البحرية للمشاة الذين لا يدخلون في الخدمة الفعلية إلتزامًا مدته ثماني سنوات ببرنامج ضابط الصف الإستراتيجي للإحتياطي البحري مالم يكونو قد ترشحو للدخول في برنامج إحتياطي آخر من القوات المسلحة.علاوة على ذلك يُمنع رجال البحرية الذين لا يخدمون في الخدمة الفعلية من العمل خارج الصناعة البحرية أو البحرية للمشاة لمدة خمس سنوات بعد التخرج ويجب عليهم السعي للحصول على موافقة من الإدارة البحرية للولايات المتحدة MARAD السنوية على وظيفتهم.

## المدارس الإعدادية
تنص هذه المدارس على تعزيز القدرات الأكاديمية للمتدربين لكل من أكاديميات الخدمة المذكورة أعلاه يقت كما يقتصر القبول على الطلاب الذين تقدمو بطلبات إلى أكاديمية ولم يكونوا مؤهلين منذ البداية إما أكاديميًا أو جسمانيًا ولكنهم أظهروا قدرتهم على التأهل أثناء عملية الإختيار الأولية:
- المدرسة الإعدادية لأكاديمية الولايات المتحدة العسكرية
- المدرسة البحرية الاعدادية وتختصر إلى (NAPS)
- المدرسة الإعدادية لأكاديمية الولايات المتحدة للقوات الجوية

## روابط خارجية
- اUnited States Military Academy
- United States Naval Academy
- United States Coast Guard Academy
- United States Merchant Marine Academy
- United States Air Force Academy

‌
لم يتم العثور على روابط لمواقع التواصل الاجتماعي.